# 本多重次
本多重次（1529年－1596年8月9日）是日本戰國時代至安土桃山時代中，德川氏的家臣。父親是本多重正。通稱為八藏、作十郎、作左衛門。兒子是後來越前國丸岡藩藩主本多成重。

## 生平
相比起本名重次，因為通稱作左衛門和勇猛果敢的剛毅性格，「鬼作左」的通稱更為人所知。與天野康景、高力清長一同在德川家康三河時代起就是「三河三奉行」中的一人，發揮行政能力。與鬼的名號相似，在法理上是相當講究的人，因而對他人非常嚴格（覺得不對的時候，即使是對著主君家康亦會激烈地指摘），但是在恩賞上也很公平清廉，以仮名寫下法令並向民眾解釋，令民眾容易理解。擔任奉行期間，殘忍的事不做，不偏袒徇私，明白地執行命令，處事明快而令人驚艷。
不單是只有作為奉行行政的功績，永祿元年（1558年）家康的寺部城初陣時，就建立軍功，後來在三河一向一揆鎮壓戰等戰鬥中也非常活躍並立下戰功。而且在小田原征伐中，與向井正綱一同迎擊梶原景宗率領的北条水軍並將其擊破。
但是在小田原征伐結束後，自從家康被移封至北條氏的舊領關東後，因為家康受到豐臣秀吉的命令，重次被命令蟄居在上總國古井戶（小糸，現今的千葉縣君津市）領有3千石。
後來被變更為在下總國相馬郡井野（現在的茨城縣取手市井野）蟄居。文祿5年（1596年）7月16日死去。享年68歲。墓所在茨城縣取手市的茨城縣指定史跡「本多重次墳墓」。福井縣坂井市丸岡町的本光院亦有其墓。

## 蟄居的理由
重次數度令到秀吉憤怒。
- 受到秀吉命令而與家康次男於義丸（後來的結城秀康）一同作為人質的兒子仙千代（後來的本多成重）被重次以「想給他向母親看病」的謊話召回。

- 天正14年（1586年），家康向秀吉臣服並上洛，代價是秀吉的生母大政所要成為家康的人質，大政所來到之際，身為負責人的重次對大政所的待遇相當差，給大政所居住的建築物的周圍積存了大量的柴，顯示出如果上方的家康有什麼差池的話就立即燒死大政所。那就是希望要脅秀吉要讓家康無事地歸國，後來從大政所處聽聞此事的秀吉對此表示不快，對家康命令「放逐像重次這種無禮的家臣吧」。

- 由小田原征伐返回大阪的路上，秀吉停留在岡崎城之際，身為守城將的重次沒有現身迎接，秀吉三度派遣使者催促，但是重次沒有回應。

## 人物・逸話
- 結城秀康的母親於萬本來是家康正室築山殿的侍女，但是因為家康的寵幸而懷了秀康。家康害怕築山殿的妒嫉心，於是把於萬交給重次照顧。秀康就在於萬被重次匿藏的中村家住宅中誕生。

- 因為戰傷而失去了一邊眼、一邊腿、以及數隻手指。

### 一筆啟上
1575年長篠之戰中本多重次曾寫了一封家書給妻子，內容僅簡短的寫了（意思為「簡單幾句 小心用火 別讓阿仙哭 把馬養肥」），其中的「阿仙」指的是其子本多成重的幼名「仙千代」，這封簡明扼要的內容後來被稱為日本最短的書信。